# Lucyna Bakiera
Lucyna Bakiera (ur. 21 grudnia 1968 w Ostrowie Wielkopolskim) – polska psycholożka, dr hab. nauk społecznych, adiunkt Instytutu Psychologii Wydziału Nauk Społecznych Uniwersytetu im. Adama Mickiewicza w Poznaniu.

## Życiorys
W 1992 otrzymała tytuł magistra za pracę pt. Wyobrażenia własnych perspektyw życiowych młodzieży w drugiej fazie adolescencji a wybrane czynniki środowiska rodzinnego na Uniwersytecie im. Adama Mickiewicza w Poznaniu. 26 czerwca 2002 obroniła pracę doktorską Rodzinne uwarunkowania rozwoju człowieka w okresie średniej dorosłości, 10 marca 2014 habilitowała się na podstawie pracy zatytułowanej Zaangażowane rodzicielstwo a autokreacyjny aspekt rozwoju dorosłych.
Została zatrudniona na stanowisku adiunkta w Instytucie Psychologii na Wydziale Nauk Społecznych Uniwersytetu im. Adama Mickiewicza w Poznaniu.

## Publikacje
- 2009: Czy dorastanie musi być trudne?[2]
- 2011: Leksykon psychologii rozwoju człowieka[2]
- 2013: Zaangażowane rodzicielstwo a autokreacyjny aspekt rozwoju dorosłych[2]